# Poulet et quenelles
Le poulet et quenelles (en anglais : chicken and dumplings) est une soupe à base de poulet cuit dans de l'eau, le bouillon de poulet obtenu étant utilisé pour cuire les quenelles par ébullition. Une quenelle, dans ce contexte, est une pâte à biscuit, qui est un mélange de farine, de graisse et de liquide (eau, lait, babeurre ou bouillon de poulet). Les quenelles sont soit roulées à plat, soit déposées, soit formées en boule.
Il s'agit d'un plat réconfortant populaire,, que l'on trouve généralement dans le Sud, et le Midwest des États-Unis, et que l'on attribue également à un repas canadien français né pendant la Grande Dépression. Certaines sources affirment que le poulet et les quenelles sont nés dans le sud des États-Unis à l'époque de l'Antebellum et qu'ils étaient considérés comme un plat de résistance pendant les périodes économiques difficiles. L'une des premières versions de la recette était des quenelles de farine de maïs cuites avec des feuilles de navet. Le poulet et les quenelles sont préparés avec un mélange de viande de poulet mijotée, de bouillon produit par le mijotage du poulet, de multiples quenelles et de sel et de poivre pour l'assaisonnement. Parfois, des légumes finement coupés, comme les carottes et le céleri, sont ajoutés au bouillon, et des herbes comme l'aneth, le persil, le thym ou la ciboulette sont ajoutées à la pâte à quenelles.

## Préparation
Diverses préparations commerciales de poulet et de quenelles sont disponibles, y compris des versions en conserve, et surgelées du plat préparé. Les quenelles crues congelées, généralement des bandes très plates d'environ 1 × 4 pouces, peuvent être cuites dans n'importe quel bouillon. La consistance du plat préparé, qu'il soit fait maison ou acheté, varie d'une soupe fine à une consistance très dense, facile à manger à la fourchette. Pour obtenir des préparations plus épaisses, on peut faire mijoter les boulettes plus longtemps et/ou ajouter de la farine ou un autre agent épaississant directement dans le bouillon. Les tortillas de farine ou les biscuits en conserve, roulés finement sur une surface enfarinée et coupés en bandes, constituent un substitut rapide et facile à la pâte maison. On peut ajouter du beurre à la recette pour la rendre plus riche. Comme la viande de poulet deviendrait sèche et coriace si on la faisait bouillir assez longtemps pour cuire les quenelles et épaissir le bouillon, on retire le poulet ou ses parties du bouillon avant d'ajouter les quenelles. Pendant la cuisson des boulettes, la viande est séparée des os. Lorsque les boulettes sont cuites et que le bouillon est assaisonné et épaissi, le poulet est remis dans le bouillon. Le plat est alors prêt à être servi, mais peut être conservé à feu doux pour ne pas cuire davantage le poulet.

## Variantes
Une variante connue sous le nom de chicken and pastry ou simplement chicken pastry présente de grosses nouilles plates roulées dans de la pâte à biscuits. Lorsqu'une telle distinction est faite, ce plat est parfois considéré comme différent du poulet et quenelles, qui est connu pour ses petites boules de pâte plutôt que ses bandes plates. Dans la région des Appalaches aux États-Unis, cette préparation est appelée chicken and slicks. La version néerlandaise de Pennsylvanie est appelée bott boi. La soupe au poulet et aux boulettes est une autre variante, très populaire dans le Midwest.